# Medalha de Ouro Lebedev
A Medalha de Ouro Lebedev (em russo:  Золотая медаль имени П.Н. Лебедева) é denominada em memória do físico russo Pyotr Lebedev. De 1972 a 1990 foi concedida pela Academia de Ciências da União Soviética. Na sequência é concedida desde 1993 pela Academia de Ciências da Rússia por trabalhos de destaque na área da física. De 1972 a 1996 foi concedida a cada três anos, sendo concedida desde 1996 a cada cinco anos.

## Recipientes
- 1972 Alexander Shalnikov
- 1975 Vladimir Braginsky
- 1978 Isaak Kikoin
- 1981 Karl Rebane
- 1984 Yuri Osipyan
- 1987 Viktor Vavilov
- 1990 Nikolai Brandt
- 1993 Anatoli Schalagin
- 1996 Boris Sacharchenia
- 2001 Mikhail Galanin
- 2006 Sergei Bagajev
- 2011 Iuri Kopaiev
- 2016 Eugene Alexandrov
- 2021 Alexander Kaplianski